# SORAMICHI
株式会社SORAMICHI（ソラミチ、SORAMICHI Co., Ltd.）は、日本のDXコンサルティング企業である。マーケティング戦略の立案、デジタル広告運用、システム開発、データおよびAIの活用などのサービスを提供している。また、長野県軽井沢町でリゾートホテルおよびレストラン事業を展開している。

## 概要
- 本社：東京都千代田区大手町
- 資本金：5,000万円
- 代表者：川本広二
- 主要サービス：認知広告・デジタルマーケティング、マーケティングDX／データ＆AIコンサルティング、マーケティングテクノロジー統合、システムインテグレーション、新規事業コンサルティング、ホテル・飲食事業
- パートナー認定：Google Premier Partner、Snowflake AI Data Service Partner、Databricks Consulting Partner、KARTE Official Partner、Braze Alloys Solution Partner など。

## 沿革
- 2017年 – 会社設立。
- 2019年 – 長野県軽井沢町にリゾートホテル「SORA HOTEL KARUIZAWA OUTLET」を開業。[1]
- 2021年 – 軽井沢に熟成肉レストラン「ポーターハウス ステーキ&グリル」をオープン。
- 2022年 – Google Premier Partner（2022）取得。[2]
- 2022年1月 – ISMS（ISO/IEC 27001）認証取得。[3]
- 2023年10月 – プレイド社「KARTE」オフィシャルパートナー認定。[4]
- 2024年5月 – Databricks Consulting Partner認定。[5]
- 2024年7月 – プライバシーマーク（JIS Q 15001）取得。[6]
- 2024年7月 – ベクトルグループと戦略的業務提携、マーケティングDX支援を強化。[7]
- 2024年10月 – ベンチャーキャピタルWiLと新規事業創出支援で業務提携。[8]
- 2024年11月 – Snowflake AI Data Service Partner認定。[9]
- 2025年3月 – Google Premier Partner（2025）再認定。[10]

## 事業セグメント
認知広告・デジタルマーケティング
DOOH・Google・Yahoo!・Microsoft Advertising など多媒体の広告運用代行、SNS運用、クリエイティブ制作、効果測定ダッシュボード提供。
マーケティングDXコンサルティング
1st パーティデータの統合、CDP 構築、KPI 設計、Cookieレス対応などの戦略策定から実装支援まで。
データ＆AIコンサルティング
Databricks、Snowflake を基盤に BI／機械学習モデルを提供し、意思決定高度化を支援。
マーケティングテクノロジー統合
CX プラットフォームKARTE、顧客エンゲージメントBrazeなど SaaS の導入・連携。
システムインテグレーション
Web リニューアル、業務システム、Salesforce Data Cloud 連携、Oracle APEX 等ローコード開発を提供する。
新規事業コンサルティング
ベンチャーキャピタル WiL と共同し、アイデア創出～PoC～市場投入を支援する。
ホテル・飲食事業
軽井沢のリゾートホテルと熟成肉レストランを運営する。

## 技術パートナー・認定
- Google Premier Partner（2022・2025）
- Snowflake AI Data Service Partner
- Databricks Consulting Partner
- Plaid KARTE Official Partner・KARTE Partner Award 2024 – Innovative CX Partner[14]
- Braze Alloys Solution Partner

## 受賞歴
- KARTE Partner Award 2024 – Innovative CX Partner 受賞[14]

## 主な顧客事例
- TBSテレビ「TBS NEWS DIG Powered by JNN」 – サイト立ち上げから4か月で月間1億 PV 達成。SORAMICHI が UX 設計・開発・分析基盤導入を担当。[15]
- 国内メガバンク（名称非公開） – CDP 構築と広告運用オートメーションを導入（2023年）。[要出典]

## 財務情報
| 期末        | 売上高       |
| ----------- | ------------ |
| 2022年3月期 | 8億19百万円  |
| 2023年3月期 | 13億82百万円 |
| 2024年3月期 | 13億92百万円 |
| 2025年3月期 | 16億46百万円 |

## 組織
- 従業員74名（2024年3月時点）。
- 東京本社のほか、長野県軽井沢町にホテル・レストラン事業拠点を保有。

## 製品・ツール
商標パトローラー（Trademark Patroller）
AI×クローリング技術で他社による商標キーワード出稿を自動検知し、Google/Yahoo! への削除申請や競合への取り下げ依頼を代行するブランドセーフティ SaaS。業務負荷の削減と広告パフォーマンス向上が評価され、第三者メディアでも検知ツールの一つとして紹介されている。

## 認証
- ISMS（ISO/IEC 27001）
- プライバシーマーク（JIS Q 15001）[17]